# Лагар
Лагар (Falco jugger) — вид хижих птахів родини соколових (Falconidae).

## Поширення
Вид поширений на Індійському субконтиненті від крайнього південного сходу Ірану, південного сходу Афганістану та Пакистану, через Індію (від передгір'я Гімалаїв на південь до північної Керали та північної частини Тамілнаду), Непал, Бутан, Бангладеш до північного заходу М'янми. Його природні місця проживання — сухі ліси, луки, сільськогосподарські поля, напівпустелі та лісисті райони міст. Вид зазвичай трапляється лише на висоті до 1000 метрів.

## Опис
Птах завдовжки 39–46 см, розмах крил 88–107 см. Довжина хвоста в середньому 16-21 см. Дорослі птахи темно-коричневі зверху. Середня частина хвоста темно-сіро-коричневого кольору. Голова і шия червоного кольору. Над очима проходить світліша смужка. Горло і передня частина грудей набувають білуватий відтінок. На животі, боках і стегнах видно плями.

## Спосіб життя
Населяє сухі відкриті ліси, рівнини, сільськогосподарські угіддя, хащі та напівпустелі. Вони можуть бути присутніми і в містах, за умови, що рослинність там не надто густа. Зазвичай зустрічається на висоті до 1000 метрів, у виняткових випадках до 1980 метрів над рівнем моря. Використовує старі гнізда ворон, грифів або інших яструбових, що розташовані на деревах, скелях або будівлях. Кладка складається з 3 або 4 яєць.